# Mirja Unge
Mirja Unge, född 7 oktober 1973 i Stockholm, är en svensk författare.
Unge debuterade 1998 med romanen Det var ur munnarna orden kom som belönades med Katapultpriset för årets bästa debut. Var är alla? är ett manus till en pjäs som Riksteatern spelade på sin turné runt Sverige år 2005. Samma år tilldelades hon Tidningen Vi:s litteraturpris. Unges senaste verk för scenen är manuset till musikalen Kärleken skonar ingen, (Göteborgsoperan -21) baserad på Håkan Hellströms texter och musik.

## Dramatik
- 2005 –  Var är alla, (Riksteatern)[6]
- 2008 – Mariella, (Göteborgs Stadsteater)[7]
- 2010 – Klaras resa, (Göteborgs Stadsteater)[8]
- 2012 –  Man är väl fri, (Riksteaterns Länk-projekt.)[9]
- 2014 –  Johanna, (Dramaten)[10]
- 2021 –  Kärleken skonar ingen, (Göteborgsoperan, musikal byggd på Håkan Hellströms låtar och musik)[11]

## Antologier
- 2001 – Högtidsnoveller, (En bok för alla, Red. Gun Ekroth)[12]
- 2003 – Perversioner, (Vertigo)[13]
- 2004 – Svarta diamanter, (AlfabetaAnamma) [14]
- 2012 – Länk, (Gidlunds förlag) [15]
- 2018 – Svenska noveller från Almqvist till Stoor, (Bonniers)

## Radio
- 2001 –  Sommarpratare, Sveriges radio p1[16]
- 2019 –  Allvarligt talat, Sveriges radio P1[17]

## Priser och utmärkelser
- 1999 – Katapultpriset för Det var ur munnarna orden kom
- 2002 – Rörlingstipendiet
- 2005 – Tidningen Vi:s litteraturpris
- 2005 – Stipendium ur Gerard Bonniers donationsfond
- 2007 – Aftonbladets litteraturpris
- 2008 – Alfhildpriset
- 2016 – Doblougska priset
- 2018 - Albert Bonniers Stipendiefond för svenska författare[18]
- 2019 – Aniarapriset[19]
- 2019 – Eyvind Johnsonpriset[20]
- 2024 – Stina Aronsons pris[21]